# 穆捷欧特皮埃尔
穆捷欧特皮埃尔（法語：Mouthier-Haute-Pierre，法語發音：[mutje ot pjɛʁ]）是法国杜省的一个市镇，属于贝桑松区。

## 地理
穆捷欧特皮埃尔（47°2'20"N, 6°16'33"E）面积12.13 平方千米，位于法国勃艮第-弗朗什-孔泰大區杜省，该省份为法国东部内陆省份，北起上索恩省，西接汝拉省，东部及东南部与瑞士接壤，东北部与贝尔福地区省接壤。
与穆捷欧特皮埃尔接壤的市镇（或旧市镇、城区）包括：欧博讷、埃维莱尔、洛村、隆日维尔、乌昂、勒内达勒、莱普勒米耶萨潘。

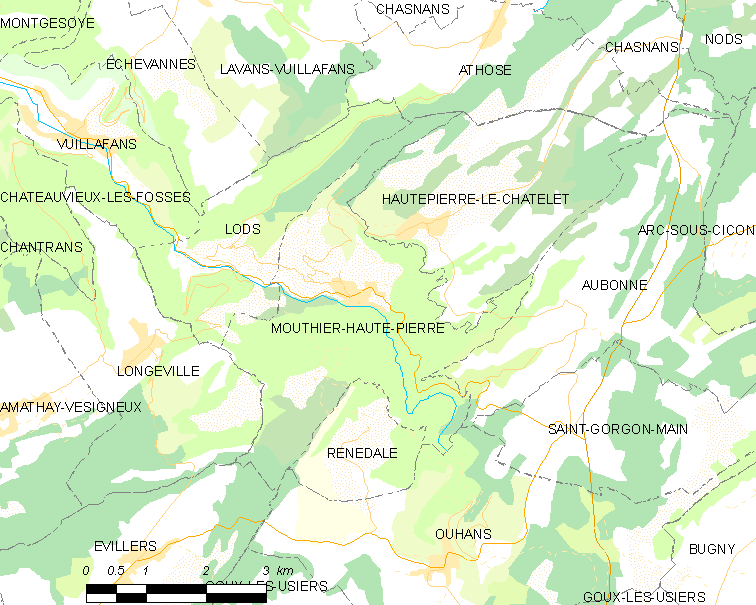
穆捷欧特皮埃尔的OSM定位图

穆捷欧特皮埃尔的时区为UTC+01:00、UTC+02:00（夏令时）。

## 行政
穆捷欧特皮埃尔的邮政编码为25920，INSEE市镇编码为25415。

## 政治
穆捷欧特皮埃尔所属的省级选区为奥尔南县。

## 人口

1962-2008年间穆捷欧特皮埃尔人口变化图示

穆捷欧特皮埃尔于2022年1月1日时的人口数量为357人。